# Gladwyn Jebb
Hubert Miles Gladwyn Jebb, primul Baron Gladwyn, (n. 25 aprilie 1900 – d. 24 octombrie 1996) a fost un om politic britanic, primul Secretar General al Organizației Națiunilor Unite.
A fost de asemenea membru al Parlamentului European în perioada 1973-1979 din partea Regatului Unit.